# João Alves (futebolista)
João Artur Rosa Alves (Chaves, 18 de Agosto de 1980) é um futebolista português.
É médio ofensivo no Vitória de Guimarães.
Iniciou a carreira como avançado no Desportivo de Chaves em 1998/99. Em 2004 transferiu-se para o Sporting Clube de Braga e no início da temporada 2005/06 para o Sporting Clube de Portugal.
Contudo, e muito por culpa do seu insucesso no clube de Alvalade XXI, foi vendido ao Vitória de Guimarães apesar do Sporting e Braga manterem uma percentagem do seu passe.
O passe do jogador está então dividido da seguinte forma
- Guimarães: 33 %
- Braga: 33 %
- Sporting: 33 %